# Кибрай

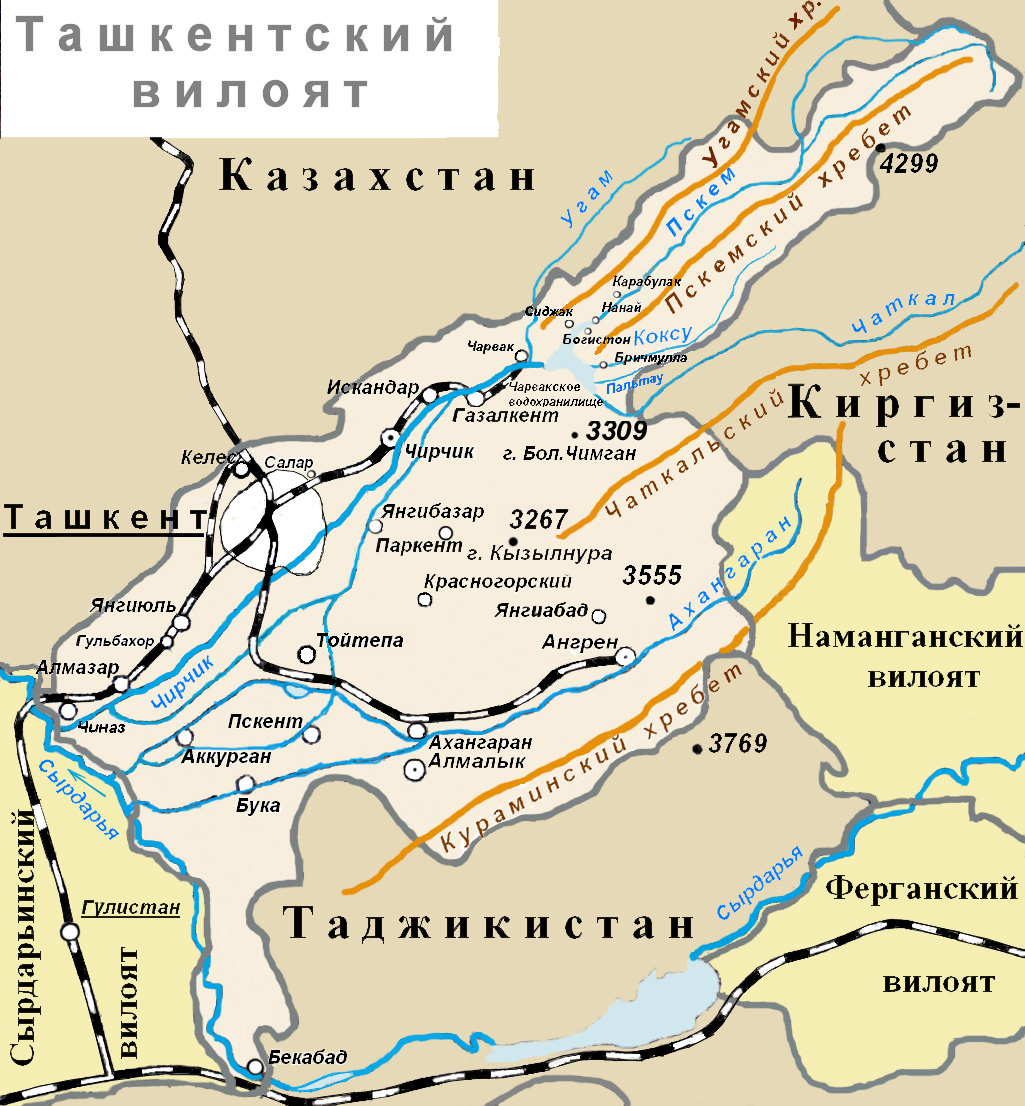
Карта-схема Ташкентской области

Кибра́й (узб. Qibray / Қибрай) — посёлок городского типа (с 1973 года), административный центр Кибрайского района Ташкентской области, расположенный между городами Ташкент и Чирчик. Расстояние от Кибрая до Ташкента - 18 километров.
По некоторым данным, основное заселение произошло в начале XVIII века, когда несколько семей из старого Ташкента начали осваивать плодотворные земли с последующим постоянным поселением. В 30-е годы XX столетия земли старых землевладельцев были перераспределены среди населения.
В 1959 году после основания Института ядерной физики и посёлка Улугбек, была построена дорога и новый мост в новый посёлок.
С 1989г. в посёлке функционирует Кибрайский комбинат прохладительных напитков позднее преобразованное в АООТ «Рохат», ныне узбекско-американское СП «ИНТЕР-РОХАТ», производящее безалкогольные прохладительные напитки и слабоминерализированную (хлоридно-карбонатную, натриевую) воду под маркой «минеральная вода „Ташкентская“».
В 1995 году в центре посёлка были осуществлены работы строительству новой автостанции, рынка, торговых магазинов и монумента.
В 2011 году была осуществлена следующая реконструкция центральной части посёлка, были снесены старые жилые дома, в основном постройки 1950 годов и построены новые жилые и нежилые здания вдоль центральной улицы А. Навоий.
В посёлке имеется футбольный стадион, 2 средние школы, дом культуры, мечеть, типография, множество торговых магазинов, основные административные здания районного значения.
На территории посёлка имеется несколько махаллинских сходов граждан:
1. Беруний;
2. Г.Гулом;
3. Зебунисо;
4. М.Улугбек;
5. С.Рахимов;
6. Сохибкор;
7. У.Юсупов;
8. Шодлик;
9. Янгиобод.

Янгиободская махалля образовалась в начала девяностых годов прошлого века в результате выделения земельных участков местному населению. Улица "Яккачуп" названа историческим названием моста через коллектор "Корасу".
В 1992 году комиссия по топонимике изучала вопрос переименования Орджоникидзевский района. Председателем комиссии Ж.Хоназаровом продвигалось предложение переименования в Буз-сувский район. После продолжительных дебатов, по инициативе представителя посёлка Кибрай Б.Усмонова, Орджоникидзевский район был переименован в Кибрайский район.

## Интересные факты
- По наименованию этого посёлка назван один из лучших[3] сортов укропа — Кибрай, обладающий сильным ароматом.